# Jakob Fugger de Rijke

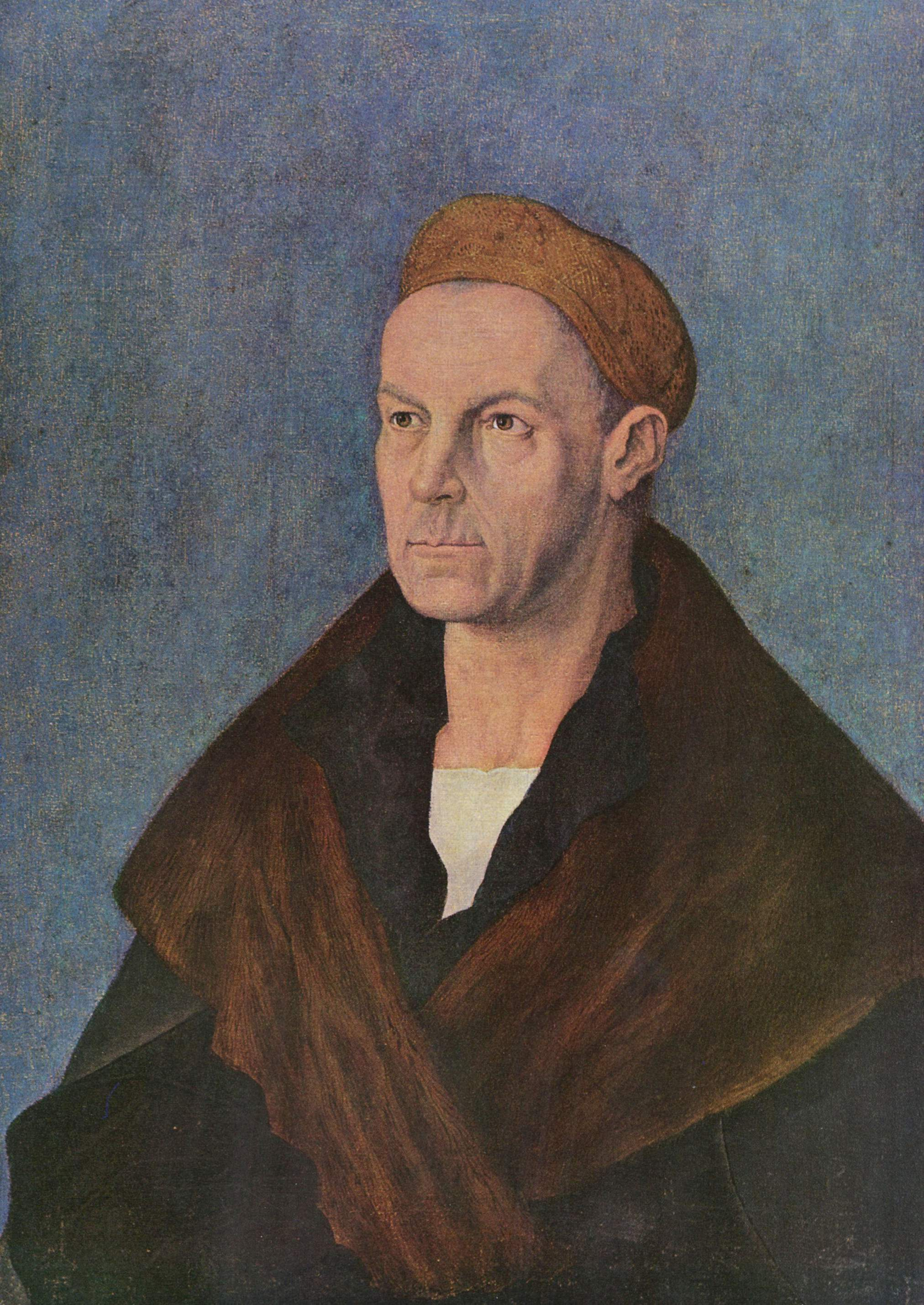
Jakob Fugger de Rijke. Portret door Albrecht Dürer (ca. 1519)

Jakob Fugger de Rijke of Jakob Fugger de Jongere (Augsburg, 6 maart 1459 – 30 december 1525) was een lid van het Zwabische koopmans- en bankiersgeslacht Fugger. Hij was de belangrijkste financier van keizer Maximiliaan I en keizer Karel V en gold destijds als een van de rijkste en machtigste mannen van Europa.

## Toelichting
Johann (Hans) Fugger (1348-1409), een wever uit Graben, was de stichter van de dynastie. Hij vestigde zich in 1367 in de rijksstad Augsburg en was actief in de textielhandel. Zijn zoon Jakob Fugger de Oudere (na 1398-1469) breidde het familiebedrijf verder uit en verwierf zich een positie in de Augsburgse handelsgilde. Zijn zonen Ulrich (1441-1510) en Georg (1453-1506) wonnen een contract om de entourage van keizer Frederik III (1415-1493) van kleding te voorzien bij een staatsbezoek aan Bourgondië. Als beloning werden de broers geridderd en verkregen ze toestemming om als bankier te fungeren.
Jakob de Jongere was als jongste van de zeven zonen van Jakob Fugger de Oudere aanvankelijk voorbestemd om priester te worden, maar Ulrich zond hem in 1473 naar Venetië om zich te bekwamen in het zakenleven. Jakob Fugger raakte in Italië gefascineerd door het dubbel boekhouden, beschreven door de wiskundige Luca Pacioli (1445-1517).
Na terugkeer in Duitsland belastte Ulrich hem met het behartigen van de familiebelangen in Innsbruck. Daar wist Jakob Fugger door leningen aan de plaatselijke Habsburgers de controle te verkrijgen over de rijke zilvermijnen van Schwaz. Hij toonde zich zo succesvol in het zakendoen dat hij na 1490 de leiding over het familiebedrijf verkreeg. Hij breidde de handelsactiviteiten van de familie uit naar de Nederlanden, Spanje en Egypte en werd een belangrijke speler in de specerijenhandel, naast de handel in textiel. De winsten werden geïnvesteerd in zilver- en kopermijnen in de Alpen, Hongarije, Bohemen en Silezië.
Met behulp van dit handelsnetwerk bouwde Jakob Fugger de familiebank uit tot de grootste van Europa. Hij onderscheidde zich door gebruik te maken van de nieuwste boekhoudmethoden en door de snelle uitwisseling van informatie tussen de verschillende filialen.
Als huisbankier van de Habsburgse dynastie speelde Jakob Fugger de Rijke een cruciale rol bij de verkiezing van de nieuwe keizer van Heilige Roomse Rijk na de dood van Maximiliaan I in 1519. Een nieuwe keizer diende gekozen te worden door zeven keurvorsten in het rijk. Maximiliaans kleinzoon Karel was de belangrijkste kandidaat, maar had zware concurrentie van de Franse koning Frans I (1494-1547). De keurvorsten eisten grote sommen geld in ruil voor hun stem. Karel kocht een meerderheid van de stemmen met behulp van een lening van Jakob Fugger. Deze verschafte Karel  een lening van 852.000 florijnen, ruim drie ton puur goud. Bovendien wist Jakob Fugger via zijn netwerk Frans I af te sluiten van krediet.
Jakob Fugger financierde ook tal van pauselijke projecten, waaronder de voltooiing van de Sint-Pietersbasiliek in Rome. Paus Leo X (1475-1521) bracht de benodigde fondsen voor het bouwwerk bijeen door het verkopen van aflaten aan de gelovigen. Deze konden vergeving voor hun zonden en een plek in de hemel verkrijgen door het kopen van deze aflaten. Het bankconsortium van de Fuggers sluisde de inkomsten van deze handel in Duitsland door naar Rome tegen een commissie van 50%. De aflaathandel was de directe aanleiding voor de Duitse hervormer Maarten Luther (1483-1546)  om in 1517 zijn 95 stellingen tegen de Rooms-Katholieke Kerk te formuleren. Dit was het startpunt van de Reformatie. Luther fulmineerde in zijn vlugschriften ook expliciet tegen de rol van de Fuggers.
Geïnspireerd door zijn katholieke geloof was Jakob Fugger ook als weldoener actief. Hij liet in Augsburg verschillende kerken bouwen, alsmede in 1516 de Fuggerei, een woonwijk voor behoeftige burgers van Augsburg. Deze oudste sociale woonwijk van de wereld bestaat nog steeds.